# Hongrie aux Jeux paralympiques d'hiver de 2022
La Hongrie participe aux Jeux paralympiques d'hiver de 2022 à Pékin en Chine du 4 au 13 mars 2022. Il s'agit de sa douzième participation à des Jeux d'hiver.
La délégation est très restreinte avec un seul skieur en fauteuil, Dumity Richárd.

## Compétition

### Ski alpin
Dumity Richárd, skieur assis de 25 ans, bénéficie d'une invitation pour participer aux jeux, lui qui s'était plutôt fixé un objectif vers 2026.
Dumity est en fauteuil roulant depuis l'âge de trois ans à la suite d'un accident. Malgré sa paralysie sous la taille, il s'est donc familiarisé avec le handbike et le monoski.